# Raymond Gravel
Raymond Gravel (4 tháng 11 năm 1952 – 11 tháng 8 năm 2014) là một linh mục Công giáo và chính khách Canada từ tỉnh Quebec. Gravel trước đây là Thành viên của Quốc hội về việc tranh cử Repentigny, là thành viên của Bloc Québécois. Ông được bầu vào Hạ viện trong bầu cử ngày 27 tháng 11 năm 2006 sau cái chết của Benoît Sauvageau.
Khi còn trẻ, Gravel làm việc trong các quán bar ở Làng Gay của Montreal; ông cởi mở về việc ông là một công nhân bán dâm trong thời gian đó. Mặc dù Gravel không bao giờ công khai công chúng là người đồng tính trong suốt cuộc đời mình, ông thừa nhận đồng tính luyến ái của mình với người viết tiểu sử, Claude Gravel, trước khi chết.
Ông vào chủng viện năm 1982 và trở thành linh mục. Gravel đã gây tranh cãi giữa các giáo sĩ và giáo dân Công giáo vì ủng hộ quyền phá thai, an tử và hôn nhân đồng giới, ba vấn đề chính thức bị Giáo hội phản đối. Gần đây nhất, ông là một linh mục tại nhà thờ St-Joachim de la Plaine ở La Plaine, Quebec.
Ông được tuyên dương là ứng cử viên của Bloc vào ngày 29 tháng 10 năm 2006. Ông đã nhận được sự phân phối từ Gilles Lussier, Giám mục của Joliette, để tham gia chính trị. Được bầu với đa số lớn trong thành trì của Bloc, ông trở thành nhà phê bình Bloc cho các vấn đề của người cao niên.
Tuy nhiên, sau sự phản đối của ông đối với Bill C-484, người đã nhận ra thương tích của thai nhi trong một tội ác là một hành vi phạm tội riêng biệt đối với người mẹ và sự hỗ trợ của ông dành cho Tiến sĩ Henry Morgentaler nhận Huân chương Canada, Gravel đã được lệnh bởi Vatican hoặc từ bỏ chức tư tế hoặc rời khỏi chính trị, và cuối cùng ông tuyên bố sẽ không tham gia cuộc bầu cử năm 2008, nói rằng chức tư tế là cuộc sống của ông. Ông trích dẫn là sự hối tiếc lớn nhất của mình khi không thể vượt qua dự luật C-490 của thành viên tư nhân, nhằm cải thiện khả năng tiếp cận của người cao niên với các khoản bổ sung thu nhập được đảm bảo.
Ông đã bị loại khỏi vị trí giáo lý viên trong Giáo phận Joliette của Quebec trong năm 2010. Gravel sau đó đã khởi kiện một cơ quan của LifeSiteNews (LSN), một dự án của Liên minh Chiến dịch Cuộc sống, với số tiền bồi thường 500.000 đô la.  Trong chuyển động của mình, Gravel cho rằng các bài viết trên trang web LSN khiến ông mất trách nhiệm này. Gravel tuyên bố rằng LSN đã xuyên tạc ông bằng cách xác định ông là 'ủng hộ phá thai' trong khi ông tự nhận mình là 'sự lựa chọn ủng hộ'. Trong một cuộc phỏng vấn với Đài phát thanh Canada, ông tuyên bố: "Tôi là người ủng hộ và không có một giám mục nào trên Trái đất sẽ ngăn tôi nhận được sự hiệp thông, thậm chí không phải là Giáo hoàng".  Tuy nhiên, sau đó, ông tuyên bố: "Tôi chống phá thai, nhưng tôi không ủng hộ chiến dịch ủng hộ cuộc sống lên án tất cả những phụ nữ phá thai."
Năm 2014, ông qua đời vì bệnh ung thư phổi. Ông 61 tuổi.